# Вихрен
Вихрен (болг. Вихрен) — гора в Болгарии, самая высокая вершина горного массива Пирин. Высота 2914 метров, является второй по высоте в Болгарии и третьей на Балканах.
Расположена в северной части Пирин. Самый короткий путь восхождения на гору — с турбазы Вихрен (2000 метров). Вокруг горы имеется небольшое количество озёр.